# Parkseen (Stuttgart)
Die Stuttgarter Parkseen liegen auf Gemarkung der Stuttgarter Stadtteile Wildpark im inneren Bezirk Stuttgart-West sowie Büsnau im äußeren Bezirk Stuttgart-Vaihingen. Zu den Parkseen gehören im Naturschutzgebiet Rotwildpark bei Stuttgart der Bärensee, der Neue See und der Pfaffensee, sowie im Landschaftsschutzgebiet Glemswald der Katzenbachsee und der Steinbachsee. Regional bekannt und im Sommer sehr beliebt für die Naherholung ist das am Bärensee liegende Bärenschlössle.

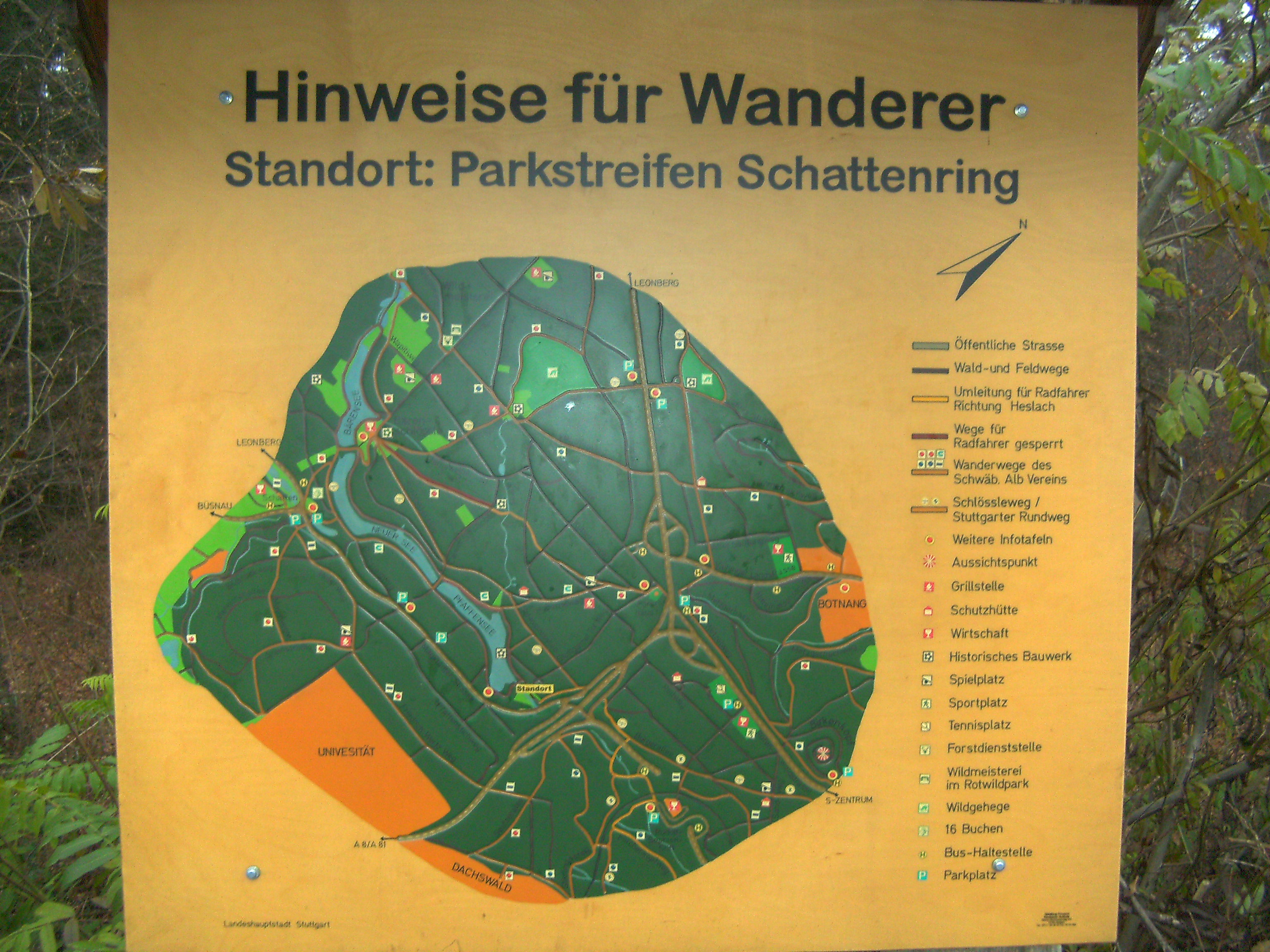
Lageplan

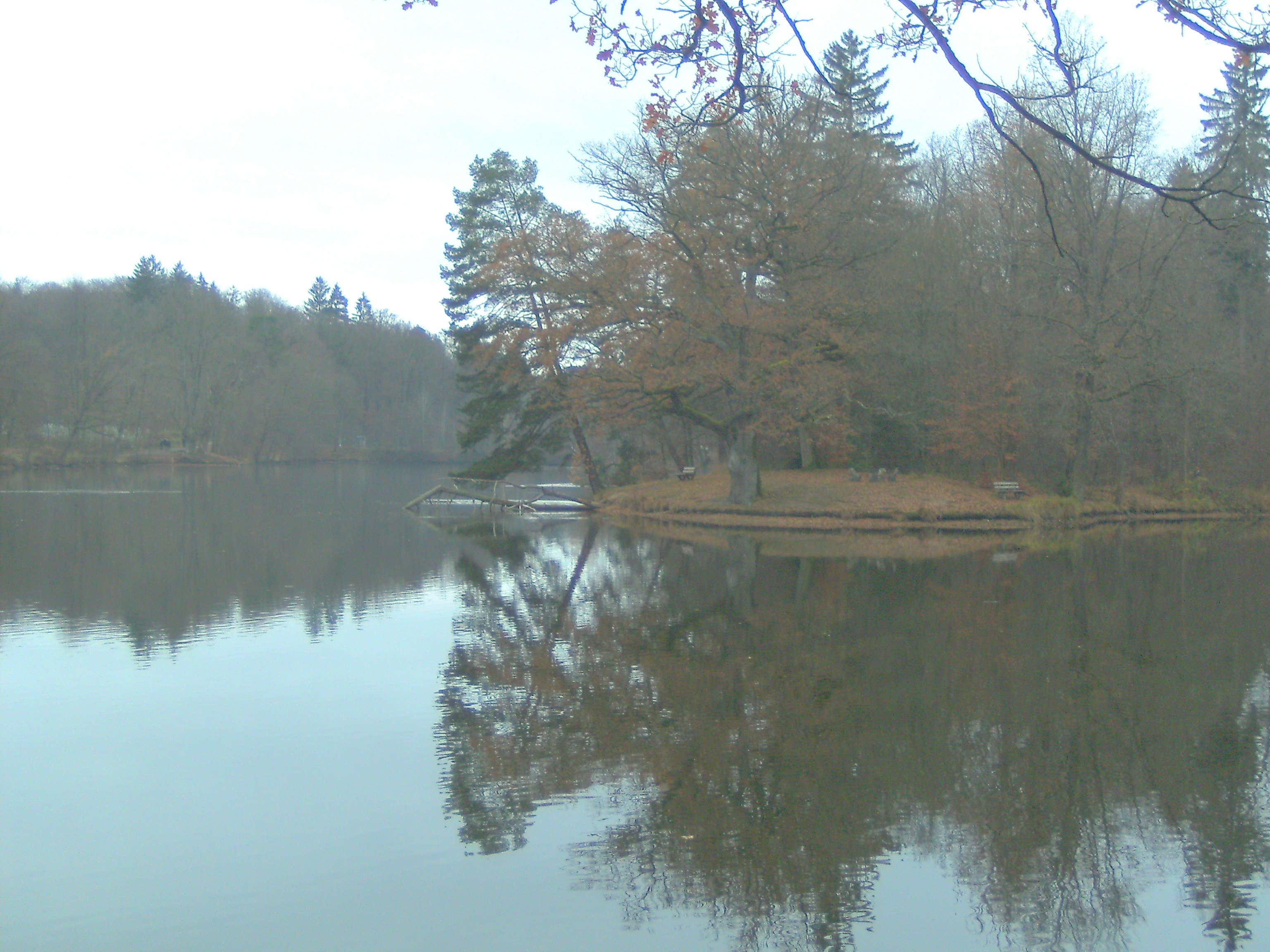
Pfaffensee

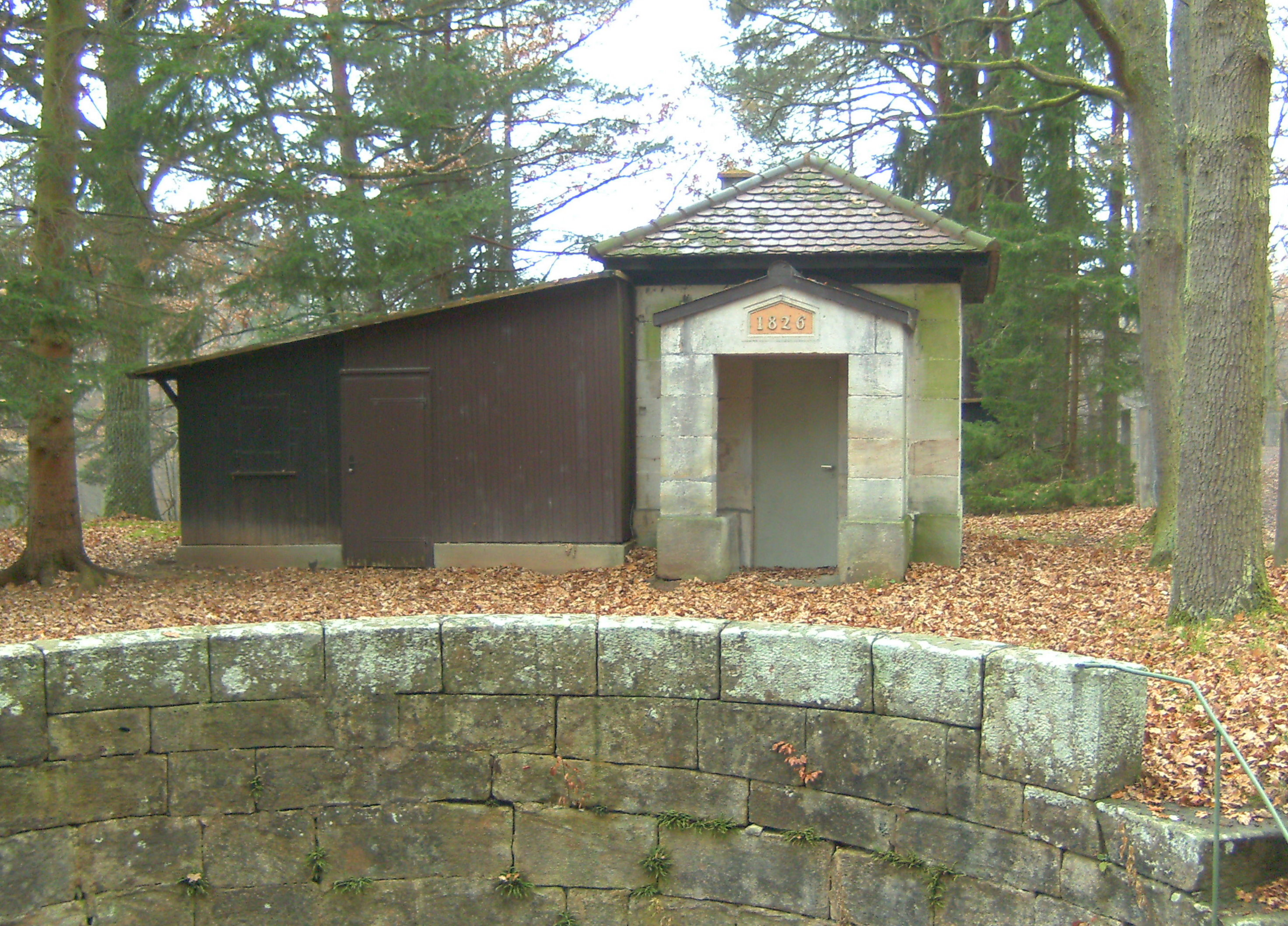
Reglerhäuschen am Ausfluss des Pfaffensees zum Christoph- und Metzgerhausstollen

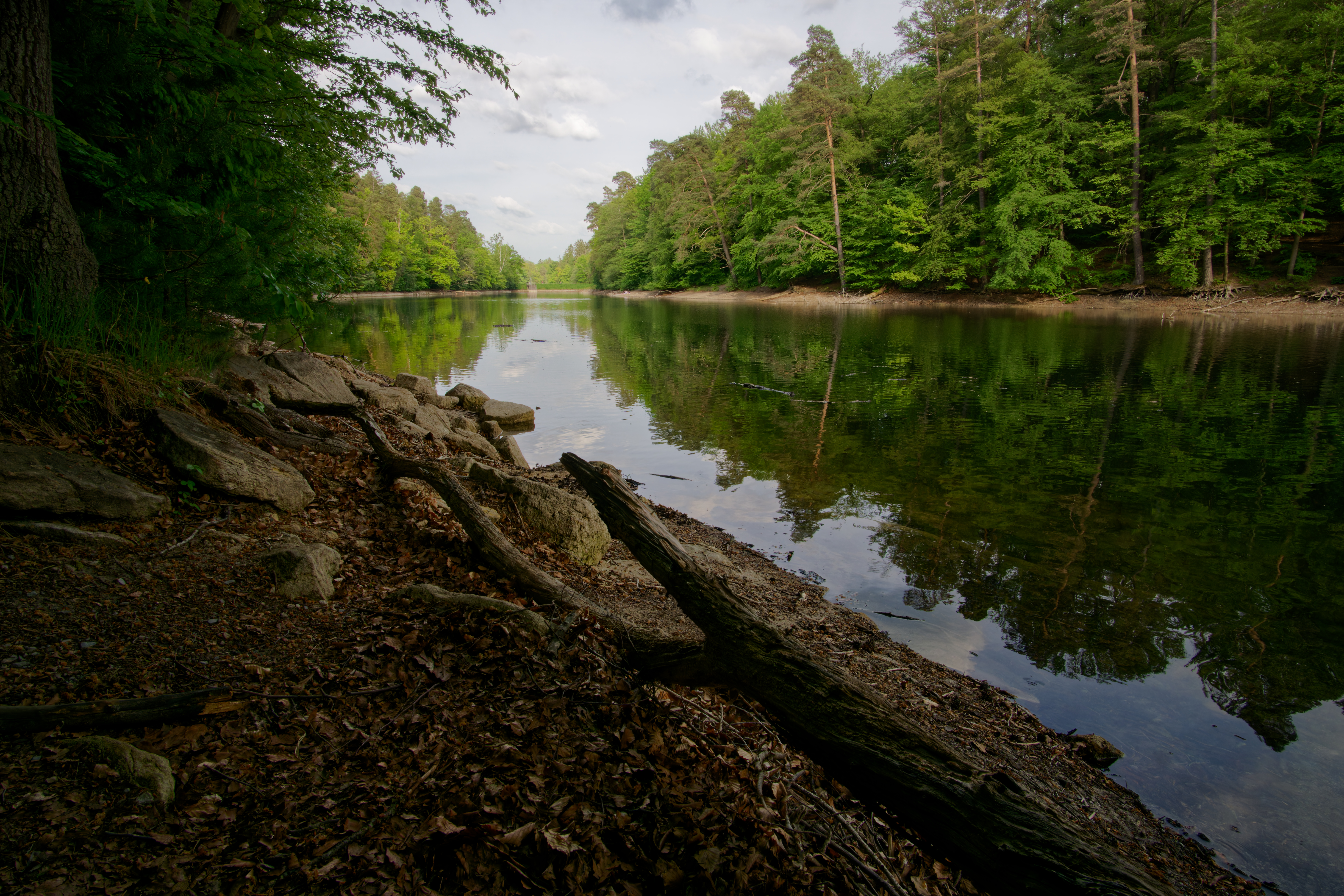
Der Neue See 2023

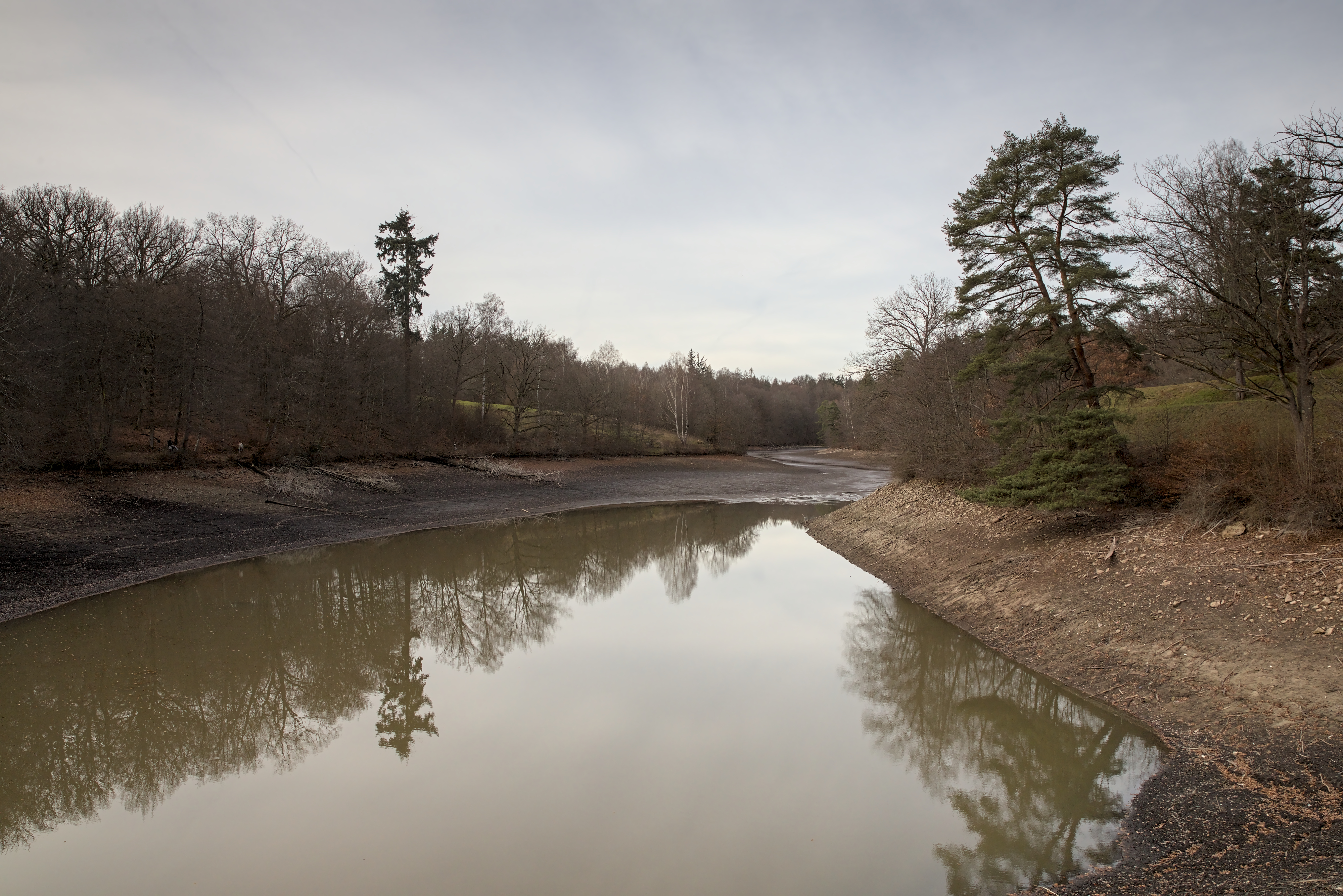
Der abgelassene Bärensee 2022

## Geschichte
Stuttgart war vor der Einführung einer leistungsfähigen Fernwasserversorgung (Landeswasserversorgung, Bodensee-Wasserversorgung) im letzten Jahrhundert von einigen Quellen und der geringen Wasserführung des Stadtbaches Nesenbach abhängig. Mit dem Ausbau von Wasserleitungen und Quellfassungen für die damalige Residenzstadt wurde dem Nesenbach zunehmend Wasser entzogen, so dass sich die in der Stadt angesiedelten Mühlenbetreiber bereits 1564 über Wassermangel beschwerten.
Die darauf zur Untersuchung eingesetzten Experten bestätigten den Wassermangel und schlugen vor, im Glemswald südwestlich der Stadt einen künstlichen See anzulegen und damit ein Wasservorkommen zu fassen, das bisher ungenutzt in die Glems abfloss. Das Wasser sollte dann dem Nesenbach zugeleitet werden. Herzog Christoph beschloss am 21. Januar 1566 den Bau des Pfaffensees am Knie der obersten Glems sowie eines nach ihm benannten, 2810 Fuß langen Stollens zur Heidenklinge und damit über die Heslacher Wasserfälle zum Nesenbachtal. Da der Stollen aber nicht mit dem erforderlichen Gefälle ausgeführt wurde, brachte er nicht die gewünschte Verbesserung. Nach dem Tode Christophs ließ sein Sohn Ludwig das Projekt so lange liegen, bis sich die Müller abermals über Wasserknappheit beschwerten. 1575 war der Christophstollen dann vollendet und selbst der trockene Sommer 1578 brachte die Mühlen nicht mehr zum Stillstand.
Nach erneuter Wasserknappheit schuf man unter Herzog Johann Friedrich 1618 ungefähr einen Kilometer westlich den Bärensee im unteren Tal des der Glems zulaufenden Bernhardsbachs, den man über einen offenen Kanal entlang des Hanges mit dem Pfaffensee verband. Reste dieses Kanals sind am Rande des Wanderwegs an den Seen zum Teil heute noch sichtbar. An einer Stelle musste der Kanal dabei den Taleinschnitt der abfließenden Glems überwinden; dazu wurde ein Aquädukt aus massivem Stein errichtet, über das heute der Wanderweg führt.
200 Jahre lang blieb es bei den zwei Seen. Erst unter König Friedrich legte man im Jahre 1812 die beiden etwa drei Kilometer entfernten Seen Steinbachsee und Katzenbachsee westlich und südwestlich von Büsnau an. Auch ihr Wasser führte man durch offene, dem Gelände angepasste Kanäle zunächst dem Pfaffensee zu.
Wilhelm I. beauftragte den württembergischen Wasserbaumeister Karl August Friedrich von Duttenhofer, in den Jahren 1825 bis 1831 die Wasserleitungen und Brunnensysteme der Stadt zu verbessern. Neben einer Vertiefung des Pfaffensees und Gefälleverbesserung des Christophstollens veranlasste Duttenhofer auch die Anlage des Neuen Sees am Zulauf des Bernhardsbachs in die Glems. Dazu wurde 1833 ein Damm errichtet, der die abfließende Glems zwischen Bären- und Pfaffensee zum fünften See mit der bisher größten Speicherkapazität aufstaute.
Ab 1874 führte man das Seewasser ohne Umweg über den Nesenbach dem neu erbauten Seewasserwerk Hasenberg am Hasenberg zu, das es zu Trinkwasser aufbereitete und Stuttgart damit versorgte. Im Jahr 1933 übernahm diese Aufgabe das Wasserwerk Gallenklinge, dem das Wasser über den 1930 erbauten Metzgerhausstollen zugeleitet wurde. Zeitweise speicherte der Neue See auch Wasser aus der Bodensee-Wasserversorgung.
Im April 1998 wurde die Wasseraufbereitung aus den Seen eingestellt, seitdem sind die Parkseen der Notwasserversorgung vorbehalten.
Die Seen liegen im Eigentum des Landes Baden-Württemberg. Sie wurden früher vom Städtischen Wasserwerk und den Technischen Werken der Stadt Stuttgart (heute EnBW) gepachtet. Aufgrund einer vertraglichen Verpflichtung ist heute auch nach der Stilllegung und Entnutzung die EnBW Regional AG für die Pflege zuständig.
Im September 2008 entleerte man den Neuen See ganz, um den undicht gewordenen Damm zu sanieren, der den See zum unteren Glemstal abschließt. Nach dem Ende der Arbeiten leitete man ab Anfang September 2009 dem See wieder Wasser zu, der schon Ende 2009 wieder gefüllt war, obwohl man das erst nach einem Jahr erwartet hatte.
Da der Damm zwischen Bärensee und Neuem See saniert werden muss, wurde der Bärensee im Herbst 2022 abgelassen.

## Seedaten
Die Zuflüsse Katzenbach, Steinbach, Bernhardsbach und Glems speisen die Seen mit rund 1.000.000 Kubikmeter Wasser im Jahr. Alle Seen zusammen bedecken eine Fläche von ungefähr 27 Hektar.
| Name          | Seit | Nutzinhalt in m³ | Pegeltiefe in m | ⌀-Tiefe in m | EZG in km² | Fläche in ha | Stadtteil | Koordinaten                |
| ------------- | ---- | ---------------- | --------------- | ------------ | ---------- | ------------ | --------- | -------------------------- |
| Pfaffensee    | 1566 | 180.000          | 6,70            | 2,62         | 3,58       | 6,65         | Wildpark  | 48° 45′ 29″ N, 9° 6′ 27″ O |
| Bärensee      | 1618 | 172.000          | 8,00            | 3,60         | 3,95       | 4,29         | Wildpark  | 48° 45′ 41″ N, 9° 5′ 21″ O |
| Katzenbachsee | 1812 | 080.000          | 4,10            | 2,60         | 4,06       | 2,70         | Büsnau    | 48° 44′ 32″ N, 9° 4′ 26″ O |
| Steinbachsee  | 1812 | 040.000          | 4,70            | 1,90         | 3,70       | 1,46         | Büsnau    | 48° 44′ 50″ N, 9° 3′ 47″ O |
| Neuer See     | 1833 | 340.000          | 7,40            | 5,75         | 0,30       | 6,51         | Wildpark  | 48° 45′ 25″ N, 9° 5′ 43″ O |

## Naherholung
Das Gebiet rund um die Seen ist in der Großstadt Stuttgart sehr beliebt und an Wochenenden oft schon überlaufen. Jogger, Radfahrer und wandernde Familien teilen sich dann die manchmal engen Wege. Die zahlreichen Parkplätze entlang der Magstadter Straße und am Schattengrund (wo der Katzenbach in die Glems mündet) geraten oft an ihre Kapazitätsgrenze. Über den öffentlichen Nahverkehr der SSB ist das Gebiet mit der Buslinie 92 (Haltestelle Schattengrund und weitere) sowie für Wanderer über den Bahnhof Universität mit der S-Bahn angebunden.